# Andrij Janevskyj
Andrij Serhijovytj Janevskyj (ukrainsk: Андрій Сергійович Яневський, født 11. december 1986) er en ukrainsk diplomat, der har fungeret som Ukraines ambassadør i Danmark siden december 2023. Han erstattede da Mykhajlo Vydojnyk som ukrainsk ambassadør i Danmark. Hans navn skrives også i danske tekster med den engelske transskription Andrii Yanevskyi.
Mellem 2016 og 2020 var han udstationeret på den ukrainske ambassade i USA, det sidste års tid som charge d'affaires, hvorefter han var ansat i sit lands udenrigsministerium indtil han ved et præsidentielt dekret blev udnævnt til ambassadør i Danmark 27. oktober 2023. Han var i tiltrædelsesaudiens hos Margrethe 2. 10. januar 2024.